# Pavlačový dům římskokatolické fary v Žilině
Pavlačový dům římskokatolické fary v Žilině je stavba architekta Michala Maximiliána Scheera realizovaná v tomto slovenském městě roku 1931.
Budovu dala postavit římskokatolická farnost jako chudobinec. Objekt má čtyři podlaží, zadní část budovy se oproti uliční části posouvá výše o jedno podlaží. Do vrchních pater je přístup umožněn venkovním schodištěm s podestami.
Dům má půdorys poloviny nepravidelného šestiúhelníku. Umístěna je v prudkém svahu mezi dvěma rovnoběžnými ulicemi. Celá hmota stavby je členěna výraznými pavlačemi. Do každého podlaží umístil architekt dispozičně různé uspořádané jednopokojové byty s kuchyní. Příslušenství, tedy předsíň, komora, toaleta a koupelna, jsou společné pro čtyři byty. Uprostřed domu je schodiště, které protíná otevřené pavlače na vnější straně budovy, z nichž je umožněn přístup do bytů.
Hladká plocha stěn, dlouhé pavlače, velké nárožní prosklení, kovové trubkové zábradlí a výrazné horizontální prvky jsou znaky funkcionalistické architektury.
Objekt prošel rekonstrukcí a je využíván řádovými sestrami.